# Asylum (Roma)
L'Asylum era la depressione del Campidoglio posta tra le cime dell'Arx e del Capitolium, dove oggi si trova la piazza del Campidoglio.

## Descrizione
Il nome Asylum sarebbe da ricondurre alla leggenda di Romolo; sarebbe stato questo il luogo in cui, a chiunque lo avesse raggiunto, la nuova città avrebbe garantito accoglienza e protezione (o dato "asilo").